# Sukorady (Mladá Boleslav-i járás)
Sukorady település Csehországban, a Mladá Boleslav-i járásban. Sukorady Březno, Dlouhá Lhota, Židněves, Obrubce és Husí Lhota településekkel határos. Lakosainak száma 387 fő (2024. január 1.).

## Népesség
A település lakosságának változását az alábbi diagram mutatja:
| Lakosok száma | 385  | 386  | 417  | 362  | 273  | 270  | 364  | 372  | 362  | 387  |
|               | 1869 | 1890 | 1921 | 1950 | 1980 | 2001 | 2017 | 2019 | 2022 | 2024 |